# Costanana dunda
Costanana dunda är en insektsart som beskrevs av Delong och Freytag 1972. Costanana dunda ingår i släktet Costanana och familjen dvärgstritar. Inga underarter finns listade i Catalogue of Life.